# یانگ امریکا (کلیپر)
یانگ آمریکا (کلیپر) (به انگلیسی: Young America (clipper)) یک کشتی است که طول آن 243 ft. می‌باشد. این کشتی در سال ۱۸۵۳ ساخته شد.